# 万本太
万本太（1954年2月—），吉林农安人。中国共产党党员。吉林师范大学地理系毕业，东北师范大学自然地理学专业在职研究生学历，研究员。

## 生平
历任国家环境保护局副司长、司长；全国人大环境资源委员会办公室主任；中国环境监测总站副站长、站长；国家环境保护总局生态司司长等职。2008年8月升任环境保护部总工程师。2015年11月卸任环境保护部总工程师职务。2020年12月，他因违反中央八项规定精神和廉洁纪律、长期对组织隐瞒真实年龄，被开除出中国共产党党籍。